# Thomas Malthus
Thomas Robert Malthus ([ˈtʰɒməs ˈrɒbət ˈmæɫθəs] ur. 13 lutego bądź 14 lutego bądź 17 lutego 1766 w Surrey, zm. 29 grudnia 1834 w Bath) – angielski ekonomista oraz duchowny anglikański, który prowadził badania z pogranicza ekonomii i socjologii. Zajmował się teorią ludności oraz problemami płac i pieniądza. W 1805 roku został pierwszym w Anglii profesorem ekonomii politycznej. 
W latach 1784–91 studiował w Jesus College na Uniwersytecie Cambridge .

## Poglądy
W książce An Essay on the Principle of Population wydanej anonimowo po raz pierwszy w 1798 r. Malthus zwrócił uwagę na korelacje zachodzące pomiędzy przyrostem ludności a poziomem zamożności społeczeństwa, upatrując we wzroście demograficznym zagrożenie prowadzące nieuchronnie do klęski głodu oraz nędzy. Wychodząc z tego założenia, przeciwstawiał się wszelkiej pomocy materialnej na rzecz ubogich warstw społecznych w Anglii. Był również skrajnym przeciwnikiem egalitaryzmu (a nie, jak niektórzy autorzy błędnie twierdzą, socjalizmu) twierdząc, że równość spowoduje jeszcze większy przyrost naturalny prowadzący do klęski głodu.
Zasługą Malthusa było podkreślenie roli czynnika demograficznego w procesie rozwoju społeczno-gospodarczego.